# Art'owr Mkrtčyan (politico)
Artur Mkrtchyan (Hadrowt', 16 febbraio 1959 – Step'anakert, 14 aprile 1992) è stato un politico karabakho.
È considerato il primo capo di Stato della repubblica del Nagorno Karabakh (oggi conosciuta come Repubblica dell'Artsakh) in quanto eletto, all'indomani della proclamazione ufficiale dell'indipendenza (6 gennaio 1992), presidente del Consiglio supremo del Nagorno Karabakh.
Poche settimane dopo il suo insediamento l'Azerbaigian mosse guerra contro la neonata repubblica e Mkrtchyan si adoperò per aumentarne la capacità difensiva.
Ha espletato il suo mandato per poco più di tre mesi poiché nel successivo mese di aprile, a soli trentatré anni, fu colpito a morte nella sua abitazione in circostanze mai chiarite.